# Bertha Galeron de Calonne
Bertha Galeron de Calonne, nacida en París (antiguo distrito 12) el 15 de junio de 1859 y fallecida en 1936, fue una poeta francesa.

## Biografía
<ref><ref>Bisnieta de Charles Alexandre de Calonne, que fue Ministro de Finanzas bajo Luis XVI, perdió la vista y se quedó sorda en 1870 debido a la fiebre tifoidea, sordera que siguió empeorando hasta el final de su vida, hasta anclarla definitivamente en el mundo del silencio. Las Hermanas de San Vicente de Paúl, que la acogieron como residente en su institución, pudieron darle una instrucción especial para jóvenes ciegos e incluso lograron enseñarle música. En este mundo de tinieblas, la poesía y la música dieron a esta inteligente joven un consuelo inefable.
Casada con el arquitecto Galeron, miembro de la Escuela de Bellas Artes, tuvo tres hijos con él, la primera de los cuales murió de niña, y le acompañó por las cortes de Rumania, España y Portugal. Fue muy amiga de Carmen Sylva (seudónimo literario de la reina Isabel de Rumanía) con quien mantuvo una abundante correspondencia, y también fue amiga de Amélie de Portugal y de Pierre Loti, en cuya casa residió cuando estuvo en Hendaya.
La obra literaria de Bertha Galeron de Calonne puede resumirse prácticamente en una única colección, Dans ma nuit, que apareció por primera vez en 1890 y fue posteriormente publicada en una edición ampliada en 1897. Esta obra fue elogiada por varios grandes nombres de la literatura, que también se vieron afectados por la doble discapacidad del autor: Jean Aicard, Maxime Du Camp, Charles le Goffic, François Coppée, Stéphane Mallarmé, Pierre Loti y Victor Hugo, que la llamó "la gran vidente". Estos versos de perfecta prosodia y gran musicalidad, pero también muy cargados de emoción, hacen de Bertha Galeron una de las mejores poetas del siglo XIX en Francia.
Al final de su vida y tras la muerte de su marido, se retiró a Dangu, un pequeño pueblo del departamento de Eure, donde poseía una casa de vacaciones y donde murió y fue enterrada en 1936.

## Obras
- Chez la Champmeslé, comedia en verso, con Ernest de Calonne, París, Teatro del Odéon, 21 de diciembre de 1886
- Dans ma nuit, poemas, con un prefacio de Carmen Sylva, 1890. Reediciones: 1897; 1925 con un prefacio de Charles le Goffic; 1996 con un prólogo de Émile Ducharlet. (Prix de l'Académie Française, celui édité par Alphonse Lemerre en 1890)
- Ambroise Paré, drama en verso presentado en el Teatro de la Maguerra en 1899.
- Mémoires (sin terminar), fragmento publicado en la Revue hebdomadaire del 20 de agosto de 1918.

Obras musicales
- Qu'importe ! Letras de Bertha Galeron de Calonne. Música de Georges Schott (1920) con Bertha Galeron de Calonne (1859-1936) como autora del texto
- L'Aveugle. (Poesía de Mme Galeron de Calonne). - [4] (1910) con Bertha Galeron de Calonne (1859-1936) como autora del texto
- Qu'importe ! Chant de l'aveugle, poesía de B. Galeron de Calonne, música de C. Carissan (1903) con Bertha Galeron de Calonne (1859-1936) como autora del texto
- Dans l'immense tristesse (1900) con Bertha Galeron de Calonne (1859-1936) como autora del texto